# Азаров, Владимир Николаевич (учёный)
Азаров Владимир Николаевич (род. 8 ноября 1952, Москва) — деятель российского образования и науки, доктор технических наук, профессор, заведующий кафедрой «Информационно-коммуникационные технологии», проректор по научной работе Московского института электроники и математики, академик АПК, директор Европейского центра по качеству.

## Семья
- Отец — Азаров Николай Павлович — главный инженер предприятия текстильной промышленности
- Мать — Азарова Зинаида Павловна
- Жена — Азарова Ольга Алексеевна — математик, доктор физико-математических наук, ведущий научный сотрудник ВЦ ФИЦ ИУ РАН[2]
- Дети:
  - Азарова Наталья Владимировна — математик, ВМК МГУ им. М. В. Ломоносова;
  - Азарова Екатерина Владимировна — инженер по вычислительной технике, МИЭМ.

## Образование
- В 1975 году окончил Московский Институт Электроники и Математики, радиотехнический факультет. Инженер конструктор-технолог РЭА.
- Работает в МИЭМ с 1979 года.
- В 1982 г. — кандидат технических наук;
- В 1990 г. — доктор технических наук;
- В 1991 г. — профессор.

## Карьера
- 1975—1979 гг. — НИИ, инженер;
- С 1979 г. — МИЭМ, младший научный сотрудник, старший научный сотрудник, старший преподаватель, доцент, с 1988 заведующий, c 1991 профессор, проректор по научной работе;
- С 1996 г. — Академия проблем качества РФ (АПК РФ), вице-президент; президент отделения «ВШ»;
- С 1998 г. — Европейский центр по качеству, директор;
- С 2002 г. — член-корреспондент Интернет обеспечения качества (Великобритания);
- 1998—2001 гг. — журнал «Датчики и системы»[3], создатель, первый главный редактор;
- С 2000 г. — журнал «Качество Инновации. Образование», создатель, главный редактор;
- С 2006 г. — молодёжный научный журнал «Студенческая аудитория»[4], автор и научный руководитель проекта издания;
- Академик Метрологической академии;
- Академик Академии проблем качества РФ.

## Общественная деятельность
- Научный разработчик в области диагностики пучков заряженных частиц (технологическое применение, лучевые технологии производства изделий электронной техники);
- Участие в создании национальной системы по подготовке, переподготовке и аттестации персонала в области менеджмента качества;
- Открытие специальности «Управление качеством» более чем в 100 вузах России;
- Участие в создании в России системы аттестации по европейским стандартам.

## Публикации
- «Диагностика пучков заряженных частиц» (коллективная монограмма, 2003 г.);
- Серия книг «Управление качеством»: «Антология русского качества», «Интегрированные информационные системы обеспечения качества и защиты информации», «Основы обеспечения качества», «Принципы и методы всеобщего руководства качеством»[5];
- 5 авторских свидетельств на изобретения;
- Организатор и участник международных симпозиумов и конференций (качество, инновации, образование и calls-технологии, датчики и преобразователи информации систем контроля, измерения и упр.).

## Награды
- Премия Правительства РФ в области образования;
- Медаль «В память 850-летия Москвы»;
- Знак «Почётный работник высшего образования».

## Из библиографии
- Первичные преобразователи параметров пучков заряженных частиц для систем контроля и управления технологического и аналитического оборудования : Учеб. пособие / В. Н. Азаров, Е. В. Арменский, В. М. Рыбин; Моск. ин-т электрон. машиностроения. - М. : МИЭМ, 1990. - 159 с. : ил.; 20 см.
- Интегрированные информационные системы управления качеством : Учебник для студентов вузов, обучающихся по спец. "Упр. качеством" / В.Н. Азаров, Ю.Л. Леохин. - М. : Европ. центр по качеству, 2002 (Тип. ун-та). - 63 с. : табл.; 29 см. - (Управление качеством).; ISBN 5-94768-013-0
- Принципы и методы всеобщего руководства качеством : учебное пособие для студентов вузов, обучающихся по специальности "Управление качеством" / И. Е. Левитин, В. П. Майборода, В. Н. Азаров ; ФГБ ОУ ВПО "Московский гос. ун-т путей сообщ.", Каф. "Менеджмент качества". - Москва : [б. и.], 2011. - 632 с. : ил., табл.; 21 см.
- Всеобщее управление качеством : [автоматика и управление, управление качеством] : учебник для студентов, обучающихся по направлению подготовки 221400 "Управление качеством" ВПО / [В. Н. Азаров и др.]. - Москва : ФГБОУ "Учеб.-методический центр по образованию на железнодорожном трансп.", 2013. - 570, [1] с. : ил., табл.; 21 см. - (Федеральный государственный образовательный стандарт) (Высшее профессиональное образование) (Учебник для бакалавров).; ISBN 978-5-89035-672-7
- Основы обеспечения качества : [автоматика и управление, управление качеством] : учебник для студентов высших учебных заведений, обучающихся по направлению 221400 "Управление качеством" : учебник для бакалавров и магистрантов / В. П. Майборода, В. Н. Азаров, А. Ю. Панычев. - Москва : Учеб.-метод. центр по образованию на ж.-д. трансп., 2015. - 312, [1] с. : ил.; 21 см. - (Высшее образование. Федеральный государственный образовательный стандарт).; ISBN 978-5-89035-863-9 : 300 экз.
- Управление ИТ-процессами и ИТ-проектами : учебное пособие / Азаров Владимир Николаевич, Бубненкова Анастасия Олеговна, Власюк Екатерина Александровна [и др.] ; под общей редакцией Азарова В. Н. - Москва : Европейский центр по качеству, 2020. - 223 с. : ил., табл.; 30 см.; ISBN 978-5-94768-077-5